# Anna Akana
Anna Kay Napualani Akana (18 de agosto de 1989) es una productora, actriz, y comediante estadounidense. Es conocida principalmente por su canal de YouTube, el cual cuenta con más de 2 millones de suscriptores y sobre 100 millones de reproducciones de sus videos.

## Biografía
Su padre era un oficial del Cuerpo de Marines de Estados Unidos, por lo que de niña su familia se mudó por varias ciudades de Estados Unidos e incluso a otros países cada pocos años por cuestiones de trabajo. Como resultado de esto Anna aprendió diversos idiomas tales como japonés y español.
El día de San Valentín de 2007, su hermana menor Kristina, de entonces 13 años, se suicidó. Algunos meses después de la muerte de su hermana, Akana presenció a Margaret Cho, quien se presentaba en un especial de Comedy Central y rio por primera vez desde el suicidio. Así ella comenzó a usar la comedia como una forma de superar el deceso de su hermana y seguir adelante, por lo que decidió perseguir la carrera de manera profesional. Akana es muy abierta en cuanto al suicidio de su hermana y lucha constantemente por promover la prevención del suicidio en jóvenes. En 2013, Akana subió un video titulado "Por favor, no te mates" ("Please don't kill yourself") donde ella explica lo que se siente que un miembro de la familia cometa tal acto. En ese mismo año ella sacó su libro Surviving Suicide el cual contiene entradas de su diario de los dos años posteriores a la muerte de su hermana.
Akana comenzó presentándose en comedia stand-up a la edad de 19 años pero terminó cambiando de plataforma para incursionar en YouTube en 2011 después de experimentar un ataque de pánico antes de una presentación en vivo. Desde entonces Akana ha reincursionado en la actuación en vivo.
En 2001, Anna formó un dúo de comedia musical junto a la comediante Megan Rosati llamado Cat Benatar.
Akana tiene un gran amor por los gatos y actualmente tiene cuatro, llamados Congress, Jim, Lily y Abby, respectivamente.

## Carrera

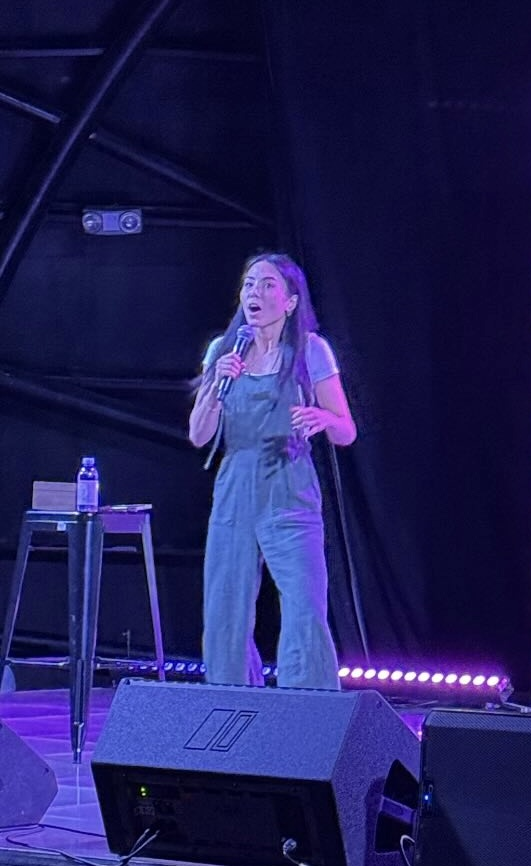
Akana en Manila en 2025 para It Gets Darker

### Videos de YouTube
Akana crea videos de comedia, documenta su vida personal y logros en sus videos. En 2014, Akana fue nombrada en el top 100 de canales de New Media Rockstars, posicionándose en el número 72. En ese mismo año Akana se propuso trabajar en sus habilidades como directora y se fijó la meta de crear un cortometraje cada mes. Aunque no alcanzó su meta de crear 12 cortometrajes, sí creó 6 que fueron bien recibidos por la comunidad de YouTube. Akana protagoniza sus cortos y ha sido invitada en otros canales de YouTube como actriz de reparto. Desde entonces también ha continuado con su labor como productora y suele presentar sus videos en su canal, así como breves videos en los que habla de temas tanto triviales como profundos sobre su vida y experiencias.

#### Cortometrajes
Incluye cortos dirigidos, escritos y/o protagonizados por Akana.
- Riley Rewind (2013)
- Hallucination (31 de enero de 2014)
- Afflicted Inc. (25 de marzo de 2014)
- Emergency Call (18 de abril de 2014)
- PREGNAPOCOALYPSE (26 de mayo de 2014)
- Here She Is (28 de septiembre de 2014)
- Miss Earth (18 de octubre de 2014)
- Grrl Scouts (18 de junio de 2015)
- Loose Ends (12 de agosto de 2015)
- Supers & Associates (5 de octubre de 2015)
- Hoshino (1 de noviembre de 2016)

### Cine y televisión
En 2011, Akana apareció en la serie de TV Awkward. En ese mismo año también fue un extra en el video de Katy Perry de la canción "Last Friday Night".
En 2015 apareció en las películas Ant-Man y Kids vs Monsters.
Akana es la estrella en la serie de videos producidos y difundidos a través de Snapchat titulados SnapperHero, patrocinada por AT&T.
Akana también participa juntó a Sally Field en la comedia indie Hello, My Name Is Doris, escrita por Michael Showalter.
Tiene el papel recurrente de Raikou en la serie de televisión web de Netflix Jupiter's Legacy (2021).

### Otras aventuras
En 2015, Akana presentó la línea de ropa Estrellas & Fantasmas. La línea de ropa presenta varias prendas inspiradas en gatos, así como vestidos formales, leggings y una variedad de camisetas.
Akana también es anfitriona del podcast "Explícame las cosas" junto al comediante Brad Gage donde los dos entrevistan a expertos en diversos campos acerca de su trabajo.

## Filmografía

### Film
| Año  | Título                                 | Rol                              | Notas                       |
| ---- | -------------------------------------- | -------------------------------- | --------------------------- |
| 2013 | Inappropriate Comedy                   | Aprendiz de conductora           |                             |
| 2014 | Here She Is                            | Miss Hawaii                      | También escritora           |
| 2015 | Ant-Man                                | Escritora en la historia de Luis |                             |
| 2015 | Kids vs Monsters                       | Daisy                            |                             |
| 2016 | Hello, My Name Is Doris                | Bloggera                         |                             |
| 2016 | Dirty 30                               | Ashley Driscoll                  |                             |
| 2017 | You Get Me                             | Lydia                            |                             |
| 2018 | Next Gen                               | Ani                              | Voz                         |
| 2019 | Go Back to China                       | Sasha Li                         |                             |
| 2019 | Let It Snow                            | Kerry                            |                             |
| 2020 | Hooking Up                             | Elizabeth Carthright             |                             |
| 2021 | So Much                                | TBA                              | Film para TV, preproducción |
| 2022 | Blade of the 47 Ronin                  | Luna                             | Film original de Netflix    |
| 2024 | Big City Greens the Movie: Spacecation | Gloria Sato                      | Voz                         |

### Televisión
| Año           | Título                                 | Rol                 | Notas                                                   |
| ------------- | -------------------------------------- | ------------------- | ------------------------------------------------------- |
| 2011          | Awkward                                | Chica asiática      | Episodio: "Knocker Nightmare"                           |
| 2012          | Shake It Up                            | Tomoka              | Episodio: "Made in Japan"                               |
| 2012          | The Beauty Inside                      | Alex #29            | 5 episodios                                             |
| 2013–2014     | The Fosters                            | Lily                | 2 episodios                                             |
| 2016          | Adam Ruins Everything                  | Compradora femenina | Episodio: "Adam Ruins Shopping Malls"                   |
| 2017          | Stitchers                              | Amanda Weston       | Rol recurrente ; 7 episodios                            |
| 2018–2020     | Corporate                              | Paige               | Rol recurrente                                          |
| 2018–presente | Big City Greens                        | Gloria Sato         | Voz, rol recurrente                                     |
| 2019–2022     | Amphibia                               | Sasha Waybright     | Voz, rol recurrente                                     |
| 2020          | Magical Girl Friendship Squad: Origins | Daisy               | Voz, rol protagónico                                    |
| 2020          | Magical Girl Friendship Squad          | Daisy               | Voz, rol protagónico                                    |
| 2020          | Into the Dark                          | Julie               | Episode: "My Valentine"                                 |
| 2020          | NCIS: Los Angeles                      | Rhea Moretti        | Episodio: "Murder of Crows"                             |
| 2020–2023     | A Million Little Things                | Dakota              | 5 episodios                                             |
| 2021          | Jupiter's Legacy                       | Raikou              | 2 episodios                                             |
| 2021          | Home Economics                         | Lindsay             | Episodio: "Chorizo with Mojo Verde and Chicharrón, $45" |
| 2023          | Moon Girl and Devil Dinosaur           | Odessa Drake        | Voz, episodio: "Today, I Am a Woman"                    |

### Series web
| Año  | Título                                  | Rol                     | Notas                                                               |
| ---- | --------------------------------------- | ----------------------- | ------------------------------------------------------------------- |
| 2011 | Breaking Los Angeles                    | Ella misma              | 9 episodios; también productora                                     |
| 2011 | 10 Second Traumas                       | Varios                  | 8 episodios; También escritora, productora ejecutiva y directora.   |
| 2012 | Pointy Teeth                            | Anna                    | Episodio: "Pilot"                                                   |
| 2013 | Riley Rewind                            | Riley Brown             | 5 episodios; también escritora y productora                         |
|      | Runaway Thoughts Podcast                |                         | 85 episodios, también escritora y productora                        |
| 2015 | 52 Ways to Break Up                     | Anna                    | 85 episodes, also writer and producer: "#24 and #25- Compare Notes" |
| 2015 | Command Center                          | Commander               | También escritora y productora                                      |
| 2015 | Broken People                           | Pinches                 | 2 episodios                                                         |
| 2015 | Last Moments of Relationships           | Fay                     | Episodio: "CRAZY DATING STORIES"                                    |
| 2015 | Stunted                                 | Nora                    |                                                                     |
| 2015 | Oscar's Hotel for Fantastical Creatures | El Espíitu Blanco       | Episodio: "Art Attack"                                              |
| 2015 | Wrestling Isn't Wrestling               | Batista                 | Corto                                                               |
| 2015 | Adult Wednesday Addams                  | Mackenzie Mae           | Productora ejecutiva (2 episodios)                                  |
| 2015 | Rough Day                               | Detective Mah-jong      | También productora ejecutiva                                        |
| 2015 | MisSpelled                              | Stella                  | Episodio: "#HotlineWing"                                            |
| 2015 | #Cybriety                               | Ellen                   | Episodio: "Neighbor Ellen"                                          |
| 2016 | Hipsters                                | Jane                    | 3 episodios; también directora                                      |
| 2016 | Tiny Feminists                          | Srta. Applebaum         | Episodio: "Linda"                                                   |
| 2016 | This Isn't Working                      | Nicole                  | 5 episodios                                                         |
| 2016 | Transformers: Combiner Wars             | Victorion               | Voz, 4 episodios                                                    |
| 2016 | Single by 30                            | Grace                   | 6 episodios                                                         |
| 2016 | 12 Deadly Days                          | Judalina                | Episodio: "Coffee Cups"                                             |
| 2016 | Go-Go Boy Interrupted                   | -                       | Coproductora (10 episodios)                                         |
| 2016 | Miss 2059                               | Victoria Young          | 24 episodios; también creadora, productora ejecutiva y directora.   |
| 2017 | Drive Share                             | Conductora              | Episodio: "Garbage Mommy"                                           |
| 2017 | Search Bar                              | Varios                  | 12 episodios; también creadora, productora ejecutiva y directora.   |
| 2018 | Youth & Consequences                    | Farrah Cutney           | 8 episodios; también creadora y productora ejecutiva.               |
| 2019 | Crash Course: Entrepreneurship          | Ella misma (anfitriona) | 18 episodios                                                        |

## Premios
A Akana le fue otorgado el primer lugar del premio San Diego, premio al Pionero Digital anual del festival de cine asiático en 2014.

## Reacciones críticas
En su video "Por qué a los chicos les gustan las asiáticas" (que hace referencia a la "Yellow fever", un término para el fetiche asiático) The Huffington Post escribió sobre su video:  "'Cómo lidiar con una roptura': Un desmontaje paso a paso de la 'fiebre amarilla' o el deseo de salir con mujeres de Asia a menudo acompañada de intentos extravagantes, ofensivos para hacerlo, podría comenzar la curación. Por suerte para nosotros la YouTuber Anna Akana estaba más que dispuesta a la tarea de hacer el video". MTV escribió acerca de su video: "En este sketch la comediante Anna Akana hace una visión de la constante actividad dentro del cerebro de un reciente solterón".
En Deadline.com se refirieron a Akana como "una creadora online prolífica, cuyo canal rebasa las 60 millones de reproducciones y 900,000 suscriptores, y el año pasado escribió y protagonizó su propia narrativa, Riley Rewind, puntuando un nada mal logrado récord de 20 millones de reproducciones".